# Drie stukken voor orgel (1939)
Drie stukken voor orgel is een compositie van de Engelse componist Frank Bridge uit 1939. Hij schreef al een eerder werk onder deze titel in 1905. De tweede set is een van de laatste composities die Bridge voltooide.
De stukken worden alleen aangegeven door het soort muziek:
1. Prelude
2. Minuet, bestaande uit drie segmenten
3. Processional, opgedragen aan Archibald Martin Henderson, organist te Glasgow

## Discografie
- Uitgave Priory Records: Christopher Nickol (orgel) (opname 1995)